# Chalcoscirtus nigritus
Chalcoscirtus nigritus är en spindelart som först beskrevs av Tord Tamerlan Teodor Thorell 1875.  Chalcoscirtus nigritus ingår i släktet Chalcoscirtus och familjen hoppspindlar. Inga underarter finns listade i Catalogue of Life.